# Yamaga Sokō
Sokō Yamaga (山鹿素行, Yamaga Sokō, Aizu, 21 septembre 1622-23 octobre 1685) est un stratège et un philosophe japonais.

## Biographie
Sokō Yamaga est un rōnin du début de l'ère Edo qui a codifié le code du bushido. Confucianiste, il a appliqué l'idée de Confucius d'un « homme supérieur » (君子, junzi, kunshi), littéralement le « fils d'un seigneur », un gentilhomme, c'est-à-dire un noble sans titre de noblesse et le comportement approprié et exemplaire dans le cadre des sociétés humaines, à la classe japonaise des samouraïs. Celle-ci, qui n'était alors qu'une caste militaire assez peu lettrée, se retrouvait désœuvrée du fait de la paix imposée après la prise de pouvoir de Tokugawa Ieyasu, malgré les privilèges que conférait la nouvelle ère à leur classe. De fait, les samouraïs n'avaient plus que leur obéissance à offrir aux dirigeants de la nation, et ainsi, les théories de Yamaga Sokō leur permirent de redéfinir leur but, leur rôle dans la société et donc de trouver une nouvelle raison d'être. à savoir servir leur seigneur avec loyauté en gardant chaque jour la mort dans leur cœur, pour être prêt au combat le moment venu.
Brillant élève de Hayashi Razan, il acquit dès sa jeunesse une réputation de maître de la théorie militaire, puis de nombreux samouraïs avides d'utiliser leur loisirs à leur perfectionnement personnel. Yamaga Soko possédait un vif intérêt pour la science militaire ; il se consacra à l'étude de la stratégie, de la tactique et des armes, ainsi qu'à la mise sur pied d'un service de renseignement militaire.  
Il est aussi le fondateur de l'école Yamaga-ryū.
Il eut comme élève Shigetsuke Taira, samouraï du clan Daidōji, auteur du célèbre livre de bushido, Budō shōshin shū.